# Arnold Bezuyen
Arnold Bezuyen (geboren 1965 in Den Helder) ist ein niederländischer Opernsänger im Stimmfach Charaktertenor und Hochschullehrer.

## Leben und Werk
Arnold Bezuyen studierte Gesang in Amsterdam. Er debütierte an der dortigen Hoofdstad Operette und sang die jugendlichen Liebhaber in Operetten von Paul Abraham, Emmerich Kálmán, Franz Lehár und Jacques Offenbach|. Danach war er am Opernstudio Amsterdam, in Augsburg und Bremen engagiert. Während dieser Engagements baute er sich ein breites Repertoire auf, das schon in frühen Jahren eine erhebliche Bandbreite aufwies. Er sang im komischen, wie im ernsten Fach, übernahm vom Buffo in Oper und Operette über den tenore di grazia, den lyrischen Tenor und den jugendlichen Helden bis zum Charakterfach so manche Rolle. Von 2002 bis 2005 war er an der Wiener Staatsoper verpflichtet, wo er Tamino, Alfred in der Fledermaus, Arturo in Lucia di Lammermoor und den Sänger im Rosenkavalier sowie einige kleinere Rollen übernahm. Im Das Rheingold sang er in Wien den Froh, bei den Bayreuther Festspielen 1998 den Loge, später alternativ den Mime. Diese beiden Partien und in der Folge auch der Herodes in der Salome von Oscar Wilde und Richard Strauss wurden zu seinen Paraderollen. Später übernahm er auch Rollen im Heldenfach, beispielsweise als Florestan im Fidelio oder als Siegfried in der Götterdämmerung.
Nach dem Wiener Engagement war er durchgehend freischaffend tätig, mit einigen Schwerpunkten. Beispielsweise gastierte er seit 2011 regelmäßig in Bayreuth. Bezuyen erhielt Einladungen aus Amsterdam, Budapest, Dublin, Düsseldorf, Ferrara, Hamburg, Los Angeles, Neapel, Paris, Piacenza, Tokio und Valencia, er sang am Gran Teatre del Liceu in Barcelona, an der Mailänder Scala und an der New Yorker Met, zumeist in den drei zentralen Partien. Er versuchte sich auch stets in neuen Rollen. Am Royal Opera House Covent Garden in London reüssierte er als David in den Meistersingern von Nürnberg, am Teatro Nacional de São Carlos von Lissabon übernahm er den Boris Grigorjevič in Janáčeks Káťa Kabanová, am Grand Théâtre de Bordeaux debütiert er als Bacchus in Ariadne auf Naxos. In Toulouse und im Pariser Palais Garnier verkörperte er die Titelrolle im Faust von Philippe Fénelon, einer Uraufführung. In Bari spielte und sang er den Jim Mahoney in der Brecht/Weill-Oper Aufstieg und Fall der Stadt Mahagonny und an der Oper Frankfurt war er in der Titelpartie einer selten gespielten komischen Oper von Leoš Janáček besetzt, Die Ausflüge des Herrn Brouček.
Arnold Bezuyen sang unter anderem unter der Leitung von Dirigenten wie Pierre Boulez, James Conlon, Sir Andrew Davis, Christoph Eschenbach, Julia Jones, Philippe Jordan, James Levine, Fabio Luisi, Seiji Ozawa, Antonio Pappano und Simon Rattle.
Sein Konzertrepertoire reicht von Mozart bis in die Gegenwart. Er sang das Tenorsolo in Verdis Messa da Requiem und wurde für Mahlers Klagendes Lied vom NDR-Sinfonieorchester in Hamburg verpflichtet, wirkte bei konzertanten Aufführungen des König Kandaules im Concertgebouw Amsterdam und der Sieben Todsünden bei den Salzburger Osterfestspielen mit, sang in Strawinskys Les Noces mit dem Orchestre de Paris, dirigiert von Pierre Boulez. In Santiago de Compostela übernahm er das Tenorsolo in Beethovens Missa solemnis, im Wiener Musikverein und Hamburg selbiges in dessen Neunter. In Utrecht, Den Bosch und Dortmund interpretierte er Mahlers Lied von der Erde. Seine Paraderolle im Konzertsaal ist der Klaus-Narr in Schönbergs Gurre-Lieder, den er in Paris und Straßburg, Monte Carlo, Bilbao, Aarhus und in der Berliner Philharmonie verkörperte. Bezuyen widmet auch dem Liedgesang. Er interpretierte unter anderem Werke Beethovens, Schuberts, Schumanns und Brahms' sowie Kompositionen von Hugo Wolf, Richard Strauss und Alban Berg.
2018 wurde er als Universitätsprofessor an die Kunstuniversität Graz berufen. Bei den Bayreuther Festspielen 2022 und 2023 sang er im Ring des Nibelungen (Rheingold und Siegfried) die Partie des Mime.

## Rollen (Auswahl)
Uraufführung
- 2005 Titelpartie im Faust von Philippe Fénelon, Toulouse

Repertoire
| Abraham: - Koltay in Viktoria und ihr Husar Adams: - Mao Zedong in Nixon in China Beethoven: - Florestan im Fidelio Berg: - Hauptmann in Wozzeck - Alwa in Lulu Berlioz: - Titelpartie in La damnation de Faust Humperdinck: - Knusperhexe in Hänsel und Gretel Janáček: - Števa Buryja in Jenůfa - Titelpartie in Die Ausflüge des Herrn Brouček - Boris Grigorjevič in Káťa Kabanová - Gregor in Věc Makropulos Kálmán: - Tassilo in Gräfin Mariza Lehár: - Camille de Rossillon in Die lustige Witwe Mascagni: - Turridu in Cavalleria rusticana Mozart: - Tamino und Erster Geharnischter in Die Zauberflöte Mussorgski: - Schuiskij in Boris Godunow Offenbach: - Braselien und Gardefeu in La vie parisienne - Nathanael in Les Contes d'Hoffmann |  | Puccini: - Pinkerton in Madama Butterfly Johann Strauß: - Alfred in Die Fledermaus Richard Strauss: - Herodes, Narraboth und Erster Jude in Salome - Aegisth und Junger Diener in Elektra - Italienischer Sänger in Der Rosenkavalier - Der Tenor und Bacchus in Ariadne auf Naxos - Der Bucklige in Frau ohne Schatten - Matteo in Arabella Verdi: - Ismael in Nabucco - Alfredo und Gaston in La traviata - Cassio in Otello - Dr. Cajus in Falstaff Wagner: - Arindal in Die Feen - Erik und Steuermann in Der fliegende Holländer - Heinrich der Schreiber in Tannhäuser und der Sängerkrieg auf Wartburg - Erster und zweiter Brabantischer Edler in Lohengrin - Ein Hirt in Tristan und Isolde - David, Ulrich Eißlinger, Kunz Vogelgesang und Balthasar Zorn in Die Meistersinger von Nürnberg - Loge, Mime und Froh in Das Rheingold - Mime in Siegfried - Siegfried in Götterdämmerung - Erster Gralsritter und 3. Knappe im Parsifal Weber: - Max in Der Freischütz Weill: - Jim Mahoney in Aufstieg und Fall der Stadt Mahagonny |

## Aufzeichnungen
Es gibt zwei Gesamtaufnahmen seiner Paraderolle Loge:
- Wagner: Das Rheingold, Mitschnitt der Bayreuther Festspiele; Dirigent: Christian Thielemann
- Wagner: Das Rheingold, Mitschnitt einer konzertanten Aufführung im Teatro San Carlo von Neapel; Dirigent: Gustav Kuhn

Weiters bestehen einige Aufnahmen aus dem Konzertrepertoire:
- Beethoven: Neunte; Dirigent: Kristjan Järvi
- Mahler: Das klagende Lied, Dirigent: Jaap van Zweden
- Schönberg: Gurre-Lieder, Dirigent: Marc Albrecht
- Schönberg: Gurre-Lieder, Dirigent: Günter Neuhold
- Schönberg: Gurre-Lieder, Dirigent: John Fiore
- CD-Einspielungen mit Liedern von Robert Schumann, Richard Strauss und Alban Berg